# Institut d'équitation militaire de Hanovre
L'Institut d'équitation militaire de Hanovre, initialement appelé Institut militaire royal d'équitation prussien, est créé en 1866 par le transfert de l'école militaire d'équitation prussienne de Schwedt/Oder à Hanovre. Il est initialement installé dans des bâtiments militaires du centre-ville de Hanovre jusqu'à ce que de nouvelles casernes soient construites dans la banlieue de Vahrenwald en 1876. L'institut d'équitation militaire, subordonné à l'inspection générale de la cavalerie, sert à la formation théorique et pratique de la cavalerie. C'est le centre de l'équitation militaire et de la formation des moniteurs d'équitation dans l'Empire allemand, qui exerce une influence considérable sur les sports équestres.

## Histoire

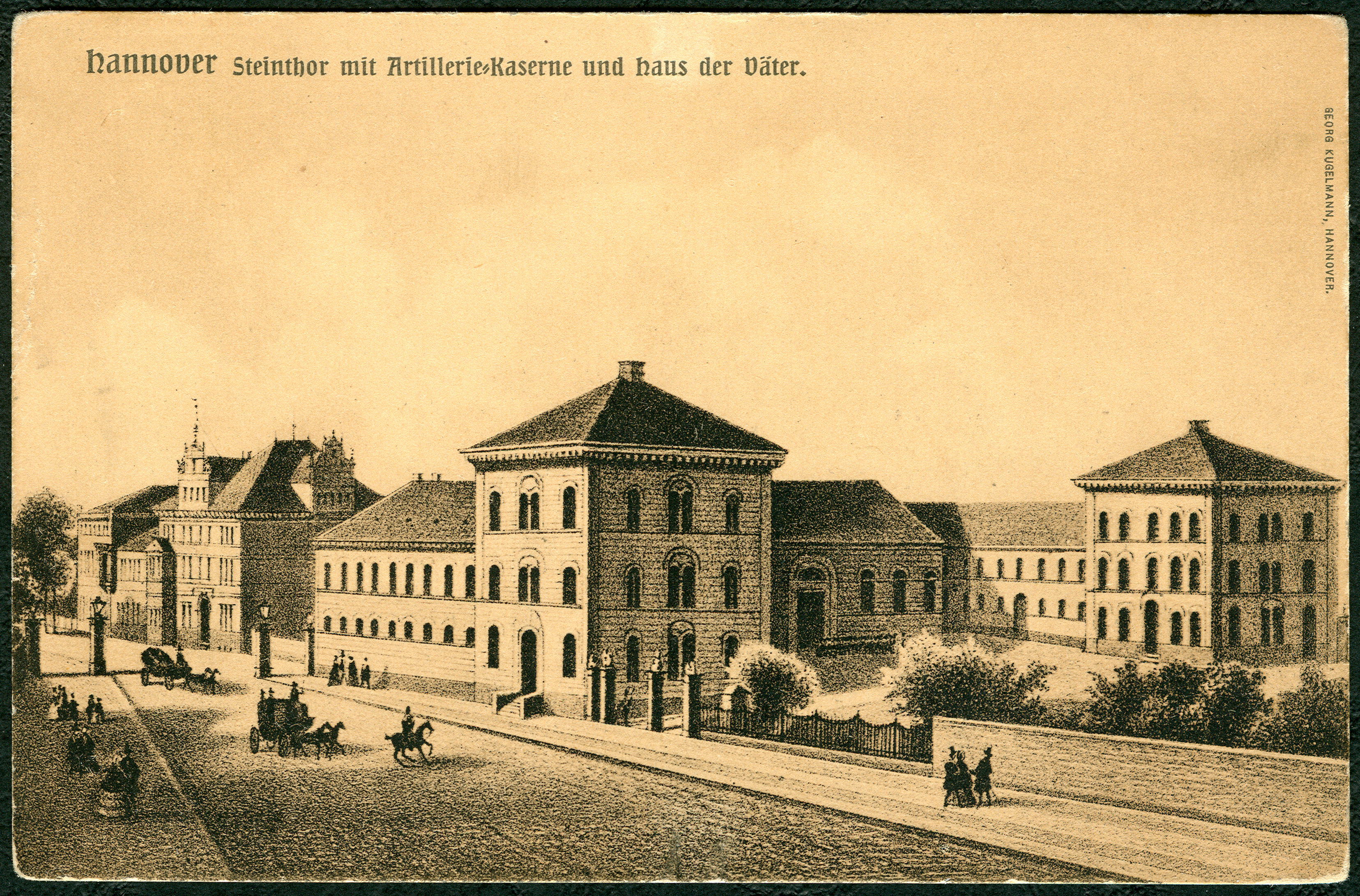
vers 1850, premier emplacement de l'Institut d'équitation militaire de Hanovre

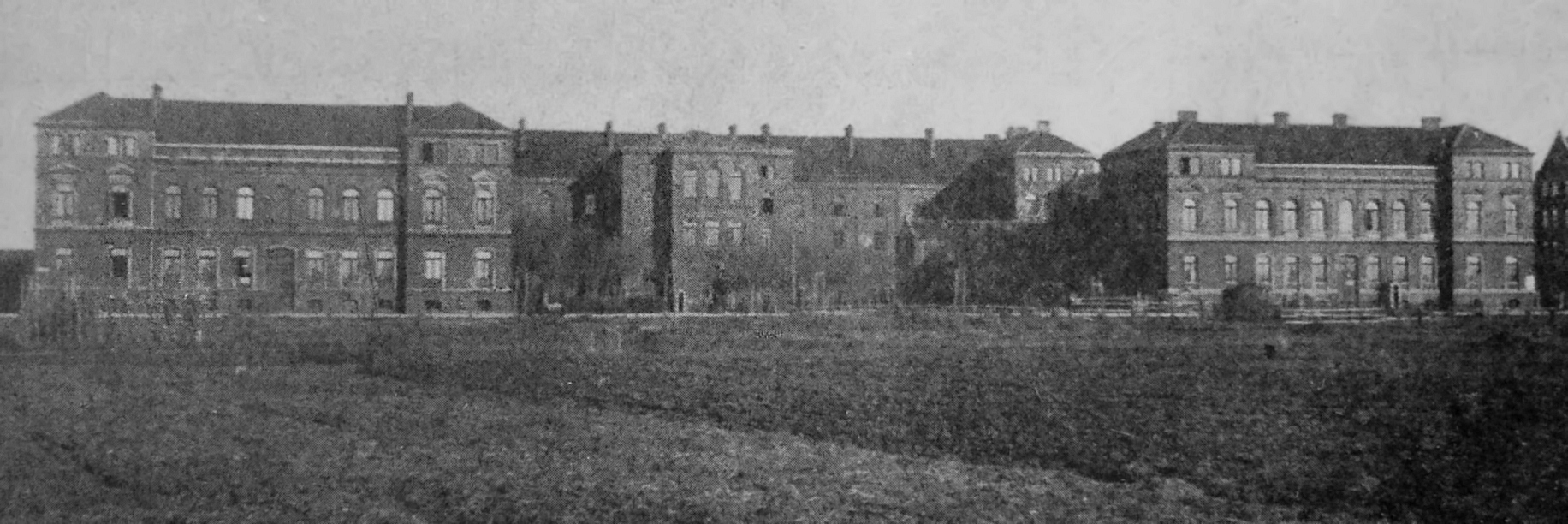
La caserne vers 1896, même direction d'observation que l'image ci-dessus

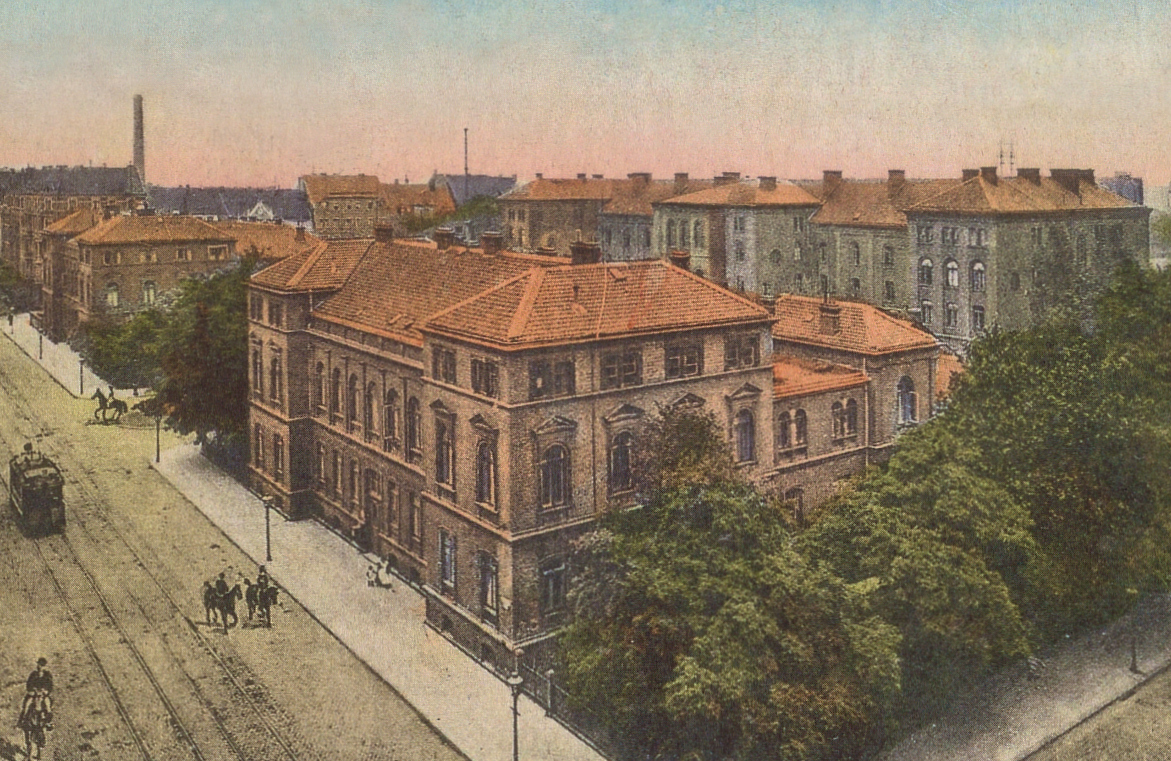
1906 avec vue sur le bâtiment principal de la Vahrenwalder Strasse

En 1816, un escadron d'enseignement est créé à Berlin. À sa place, une école d'équitation militaire à Schwedt/Oder en 1849. Après l'annexion (de) du royaume de Hanovre par la Prusse en 1866, celui-ci est agrandi pour devenir l'Institut d'équitation militaire et transféré à Hanovre. L'institut y a initialement son siège au centre-ville au Marstall am Hohen Ufer (de) et à la caserne d'artillerie du Steintor (de). L'entraînement et la cavalerie ont lieu loin de la ville sur des champs près d'Isernhagen. De 1867 à 1871, Hermann d'Alvensleben dirige l'Institut militaire d'équitation de Hanovre.
Les locaux du centre-ville sont à la longue trop étroits et un énorme besoin d'espace se fait sentir en raison de la mise en place d'autres régiments de cavalerie dans l'Empire allemand, qui en compte environ 80 à l'époque. À partir de 1876, l'institution a son siège dans les bâtiments de la caserne nouvellement construite à Vahrenwald. Les officiers et sous-officiers des régiments de cavalerie sont détachés à Hanovre pour une formation systématique des chevaux et des cavaliers pendant un à deux ans. L'entraînement comprend la chasse à courre, la chasse au gibier, la course d'endurance et la course d'estafette sur de longues distances.
L'Institut militaire d'équitation a une meute que le Rittmeister Reinhold von Eben commande à partir de 1889. En 1925, son livre Das Jagdreit est publié. Le pilote de course et de tournoi à succès Wilhelm von Hohenau (de) sert dans l'institut; le chef de corps franc et cavalier bien connu des courses de chasse Hans Jauch (de) y est également affecté à certains moments. À l'Institut, il y a une meute de foxhounds pour la chasse au leurre.
Juste avant le début de la Première Guerre mondiale, l'Institut d'équitation est dissous lors de la mobilisation. Les officiers qui y ont suivi leur formation de deux ans retournent dans leurs régiments. Pendant la guerre, l'institut continue d'exister en tant qu'institut équestre militaire réduit. La formation se poursuit ensuite sous forme d'école d'équitation pour officiers, avec des stages de courte durée. Le fonctionnement est difficile en raison du manque de chevaux. En septembre 1919, la Reichswehr décide que l'Institut d'équitation militaire de Hanovre doit être fusionné avec l'école de cavalerie. La dissolution a lieu à la fin de 1920. Le 1er janvier 1920, la Reichswehr créé l'école de cavalerie de Hanovre (de) pour lui succéder, ce qui est en accord avec le traité de Versailles.

## Importance
De nombreux cavaliers et d'excellents cavaliers sont formés à l'Institut d'équitation militaire de Hanovre. À partir de 1906, les cavaliers militaires de l'Institut de Hanovre participent avec succès aux courses hippiques de l'hippodrome Große Bult de Hanovre, avec lesquelles ils se font un nom. Dans l'Empire allemand, l'Institut d'équitation militaire de Hanovre est considéré comme une école de cavalerie d'élite, où sont formés les officiers les plus talentueux.
Outre l'institut de Hanovre, il existe à la fin du XIXe siècle et au début du XXe siècle d'autres instituts d'équitation à Soltau, Paderborn, Dresde et Munich. Tous ces établissements donnent des impulsions importantes pour la formation des chevaux, des officiers et des sous-officiers de la cavalerie. Cette arme a encore une importance militaire considérable à l'époque, puisqu'il existe environ 110 régiments de cavalerie jusqu'à la Première Guerre mondiale. Après la guerre, la Reichswehr compte 18 régiments de cavalerie.

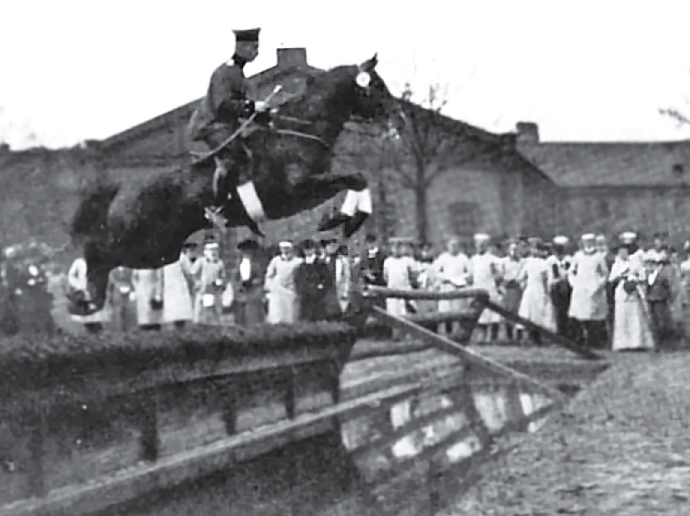
Saut d'obstacles devant un public dans la cour de l'institut d'équitation, 1909
Chasse au leurre, Angelo Jank, 1910 ; Impression en quadrichromie pour l'Institut d'équitation militaire, Illustrirte Zeitung No. 3911, " Numéro de guerre 202 ", 1918
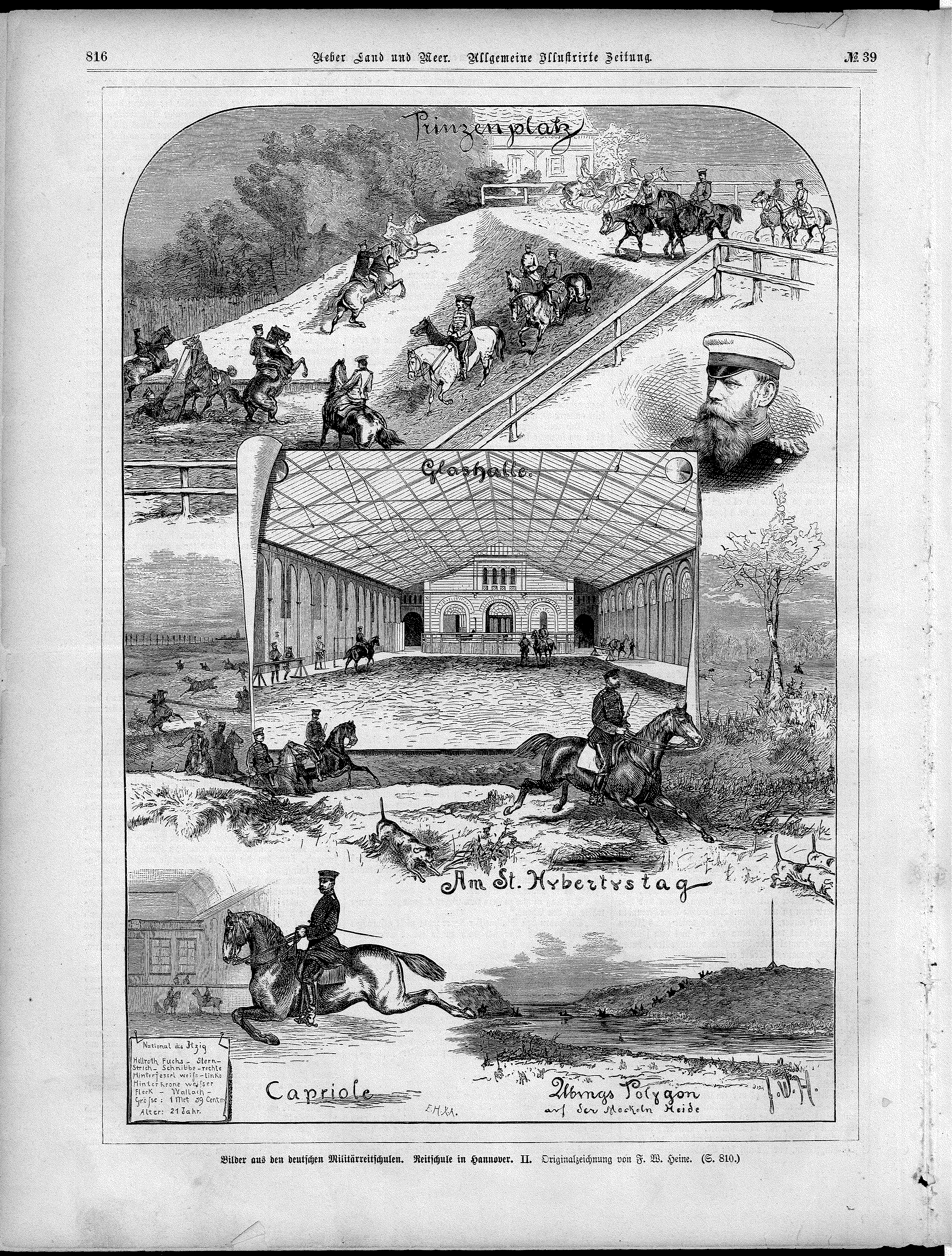
Dessins de Friedrich-Wilhelm Heine relatifs à "l'école d'équitation", publiés en gravure sur bois en 1877 dans le magazine illustré Über Land und Meer (de)

## Bâtiment

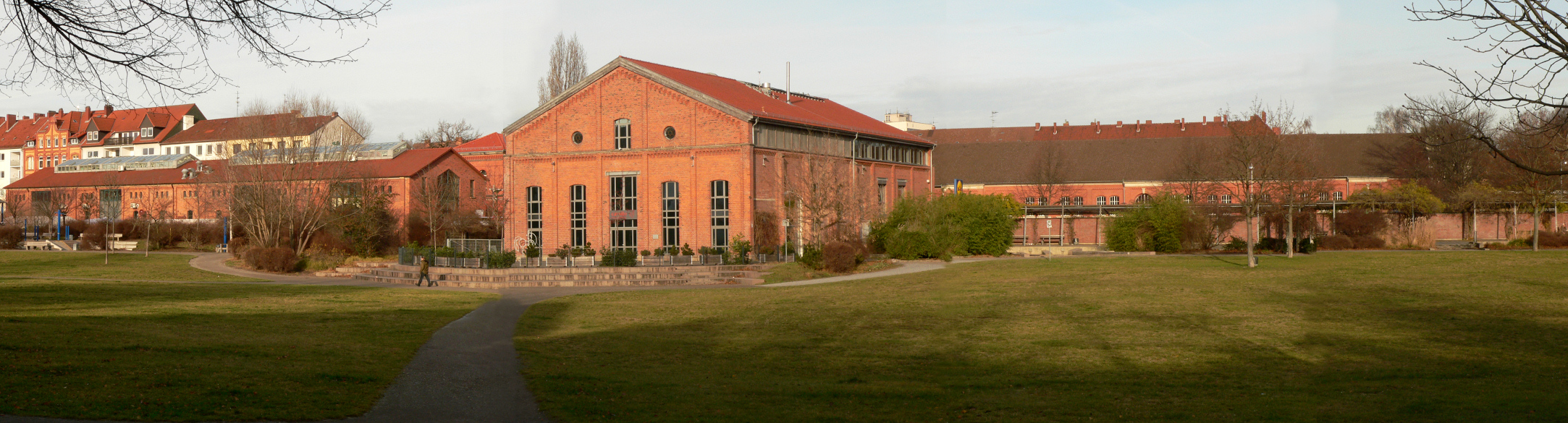
Vue panoramique sur certains des bâtiments de caserne encore conservés, au premier plan l'un des manèges, à gauche une aile d'écurie, à droite en arrière-plan le grand manège de la Rosenbergstraße

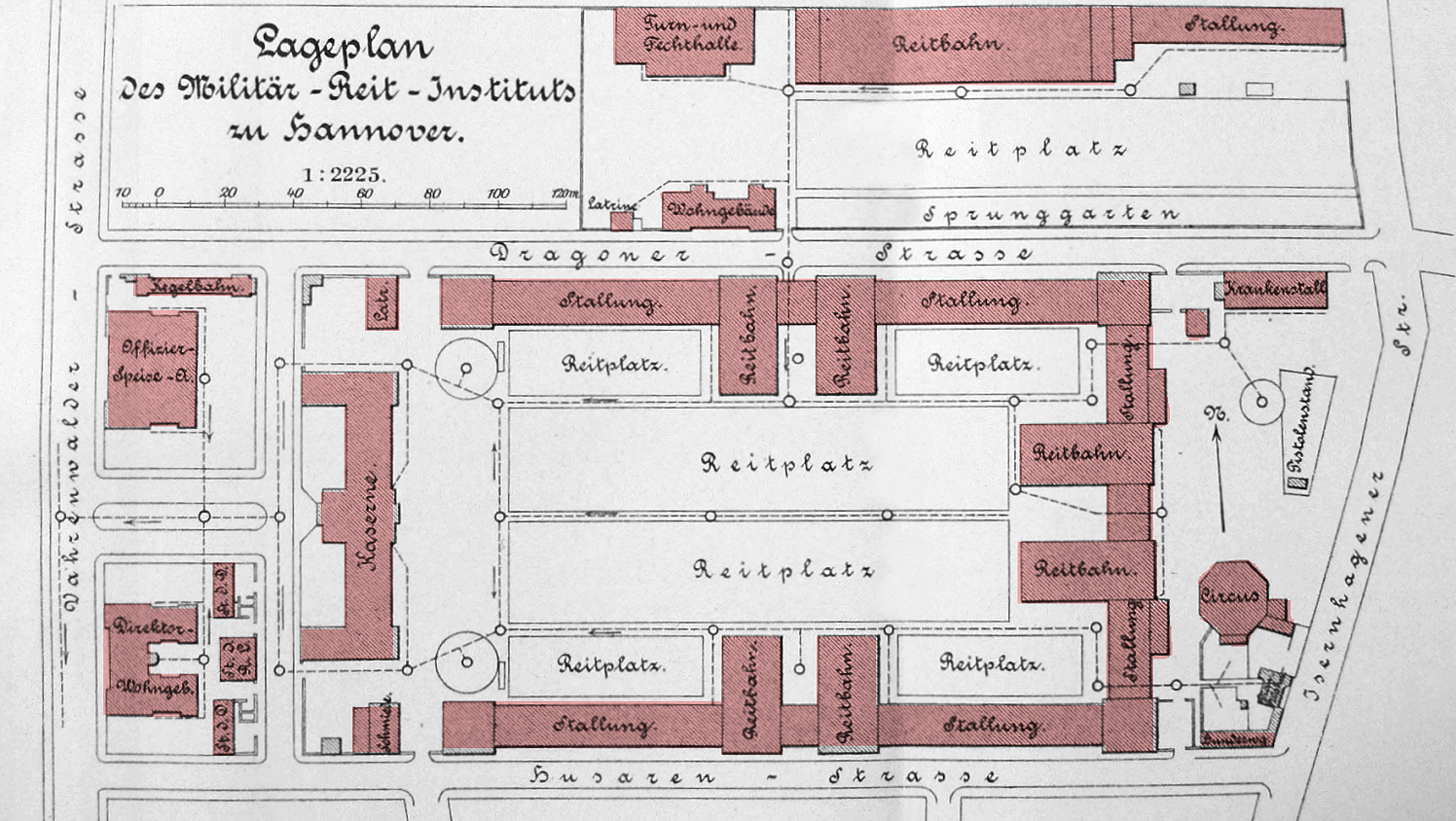
Plan de l'installation vers 1896 avec zone d'extension au nord de Dragonerstraße

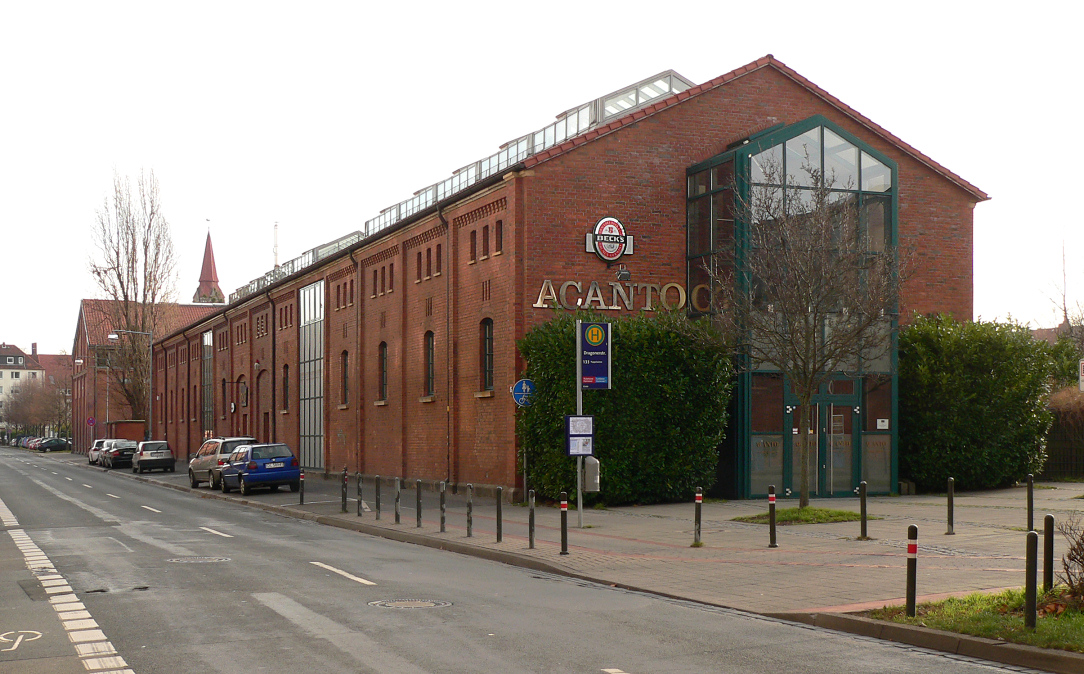
Ancienne écurie

Entre 1874 et 1876, des casernes spacieuses pour environ 200 soldats avec des écuries pour environ 400 chevaux sont construites sur un terrain aride et sablonneux à Vahrenwald. Les architectes Eduard Schuster (de) et Ferdinand Wallbrecht (de) conçoivent les bâtiments militaires, dont le Manège royal (de). Le maître d'œuvre Wallbrecht est récompensé, entre autres, par l'obtention d'anciens terrains militaires près des écuries et de la Steintor, sur lesquels il construit des immeubles d'habitation et commerciaux. Les bâtiments de la caserne sur le terrain clos de 5,5 hectares à Vahrenwald sont construits entre autres avec 8 millions de briques rouges et 60 000 m2 de grès. Parmi eux se trouve la maison du directeur à deux étages avec des appartements au rez-de-chaussée pour le directeur de l'école d'équitation des officiers et le directeur de l'école des sous-officiers de cavalerie. Les professeurs d'équitation mariés habitent à l'étage. Les sous-officiers et les équipages vivent dans la maison de caserne à trois étages, d'environ 80 m de long et 13 m de large. Il y a en outre de nombreuses pièces fonctionnelles comme les bureaux, la salle d'escrime, l'infirmerie. Les différentes pièces sont occupées par dix hommes (équipages) ou par environ sept hommes (sous-officiers). Le sous-sol de la caserne abrite les cuisines et les réfectoires. Les ailes du bâtiment abritent des logements pour les officiers et les sergents. Sur le terrain, il y a de vastes écuries qui entouraient le bâtiment de la caserne de manière rectangulaire. Les équipages sont chargés de soigner les quelque 400 chevaux, pour lesquels il y a également une écurie d'infirmerie pouvant accueillir 20 animaux. Les officiers et sous-officiers sont formés à l'équitation, à l'escrime, au tir, à la gymnastique et à l'enseignement de l'équitation. Dans la cour intérieure, il y a six manèges couverts intégrés aux écuries. En outre, la cour comporte des terrains d'équitation équipés de remparts, de haies et de fossés pour l'entraînement.

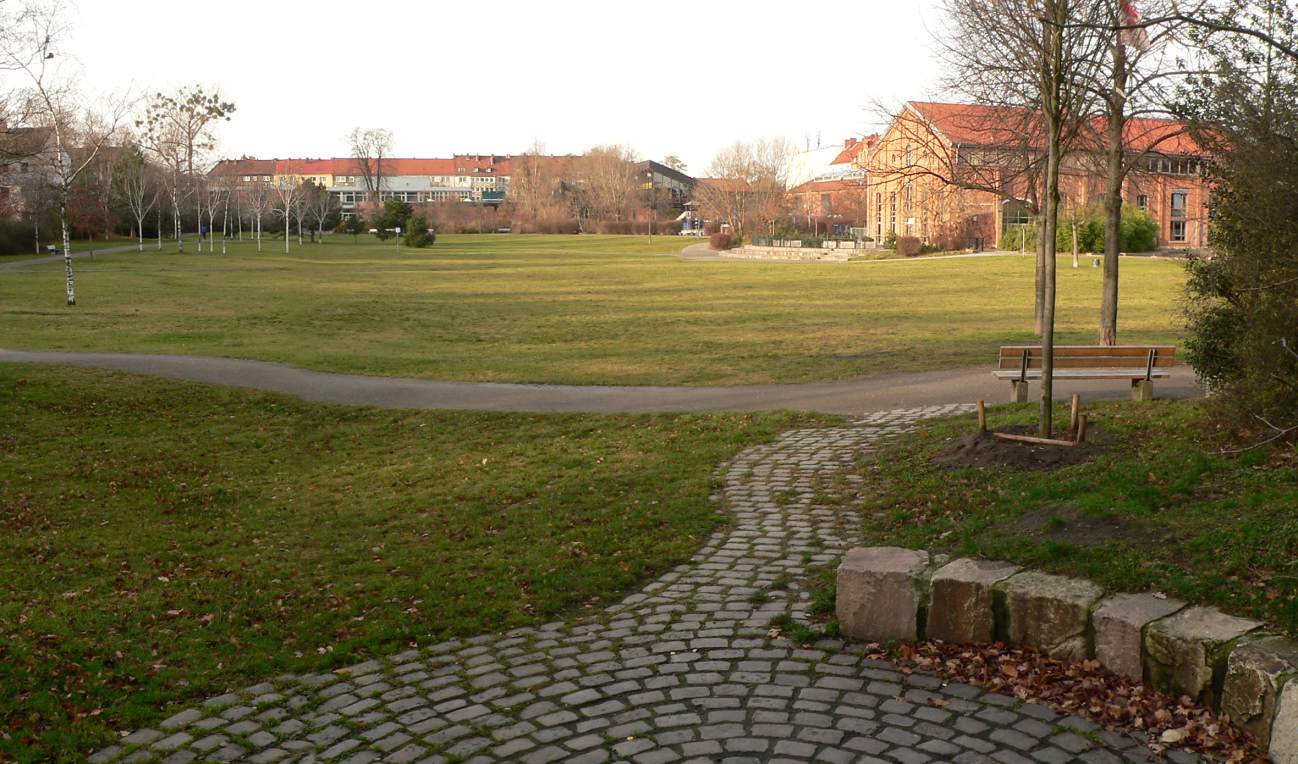
Parc Vahrenwalder sur le site de l'ancien institut d'équitation militaire de Hanovre

En 1893, le terrain de la caserne est agrandi en raison d'un renforcement des troupes. Pour ce faire, un terrain d'environ 1,5 hectare, situé au nord de la caserne et encore non construit, est acheté dans la Dragonerstraße. Des extensions y sont construites, comme une maison d'habitation, une écurie avec un manège couvert d'environ 90 m de long ainsi qu'une salle de gymnastique et d'escrime. Le manège et le jardin de saut d'obstacles sur le terrain ont une longueur d'environ 170 mètres.
Pendant la Seconde Guerre mondiale, les bâtiments de la caserne sont fortement détruits lors des raids aériens sur Hanovre (de). Après la guerre et la fin de l'utilisation militaire, c'est l'utilisation commerciale qui prévaut, notamment de 1950 à 1994 en tant que dépôt de véhicules automobiles pour la Deutsche Bundesbahn (Kbw Hannover). De nombreuses casernes sont également démolies. Le Vahrenwalder Bad de 1981 et le Vahrenwalder Freizeitheim (environ des années 1960) sont construits dans la partie ouest de l'ancien site de la caserne, directement sur la Vahrenwalder Straße (de). Au début des années 1990, l'intérieur des anciennes casernes est transformé en un parc de quartier qui porte le nom de parc Vahrenwalder. Aujourd'hui, il reste des bâtiments militaires isolés en briques rouges le long de la Dragonerstraße, qui sont en bon état de rénovation. Parmi eux, le manège royal est l'un des sept manèges qui se trouvaient autrefois sur le site.

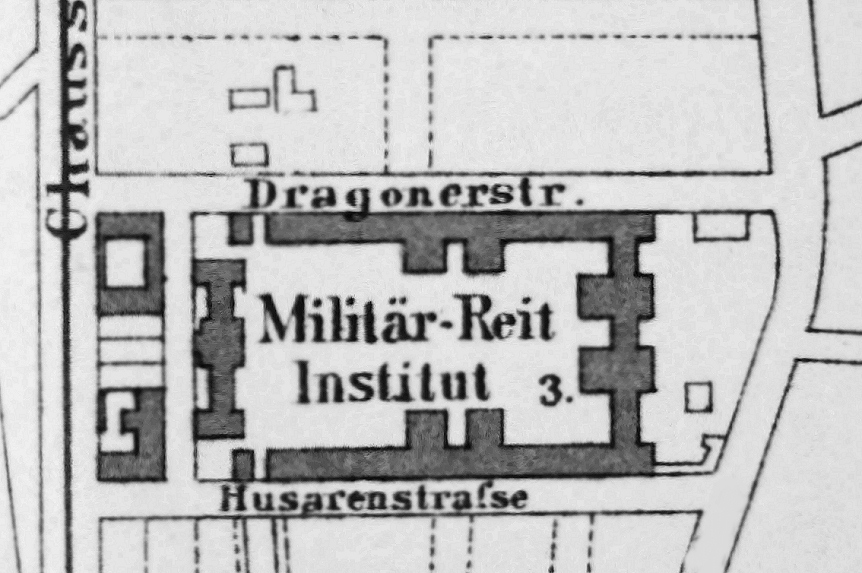
Localisation de la caserne dans la ville vers 1876
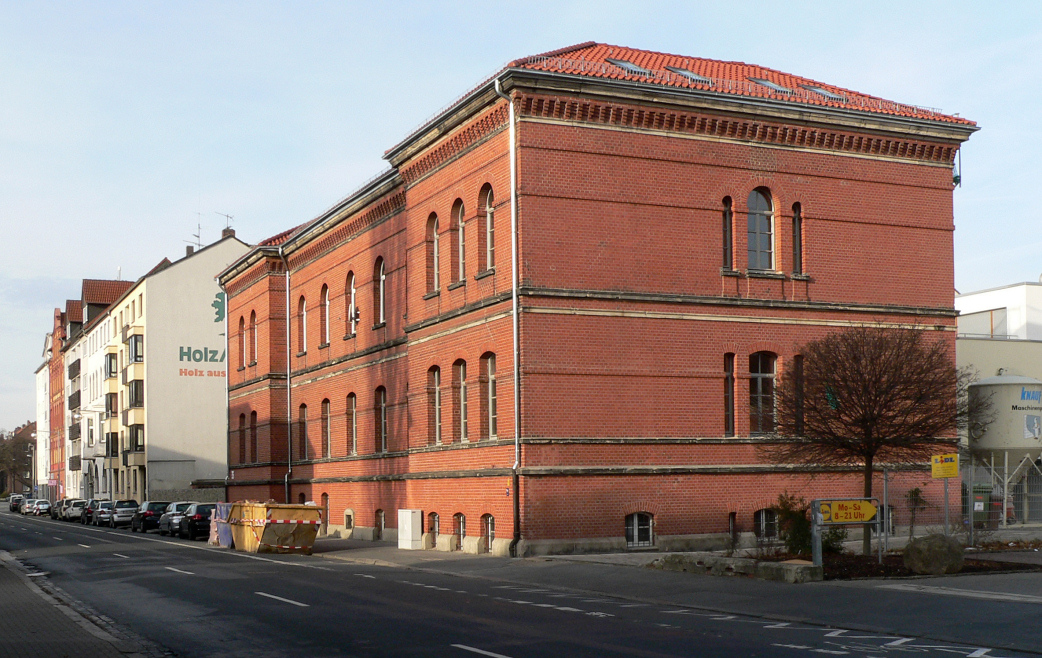
Ancien bâtiment d'habitation de la caserne
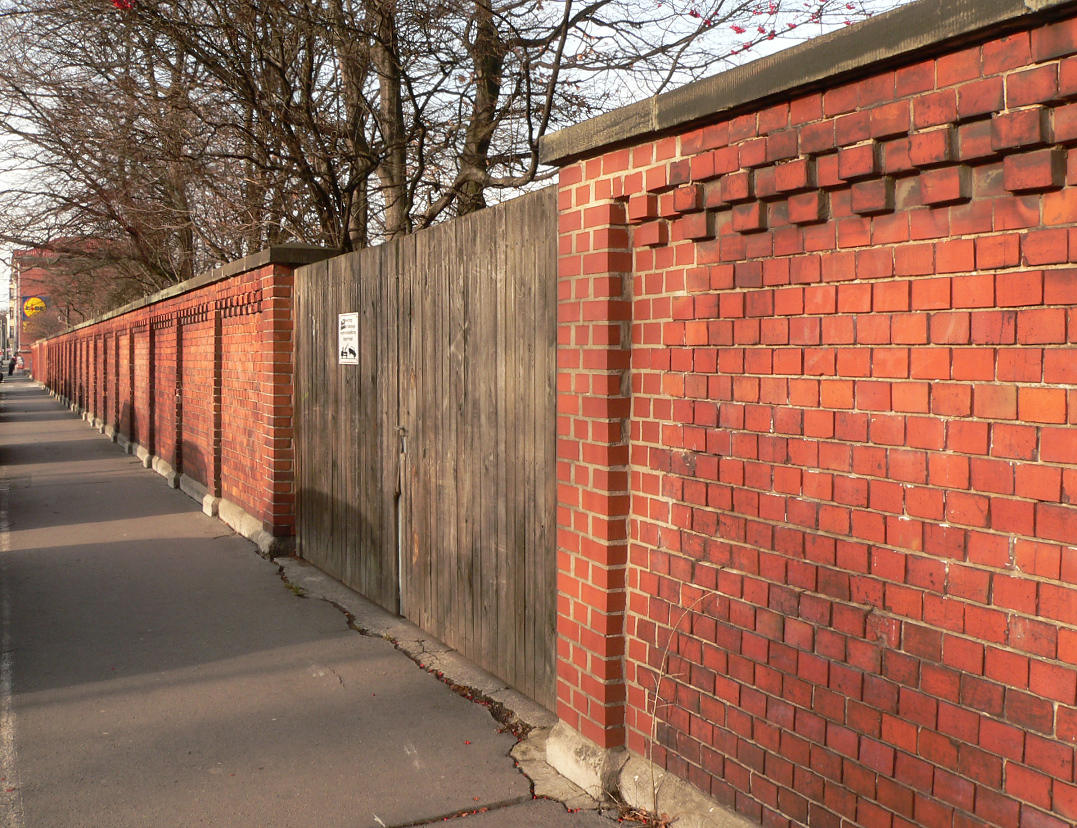
Ancien mur d'enceinte de la caserne
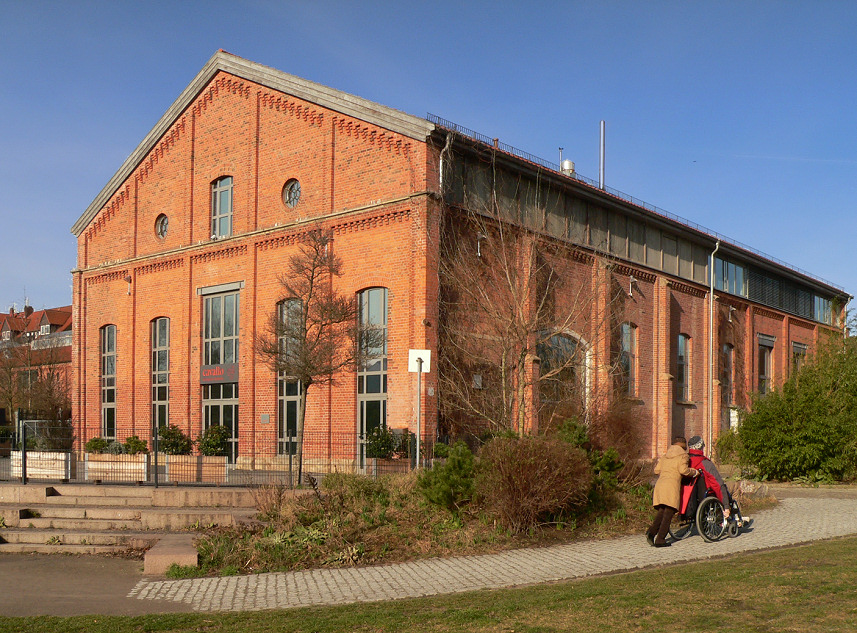
Ancien manège, maintenant connu sous le nom de Manège royal (de)
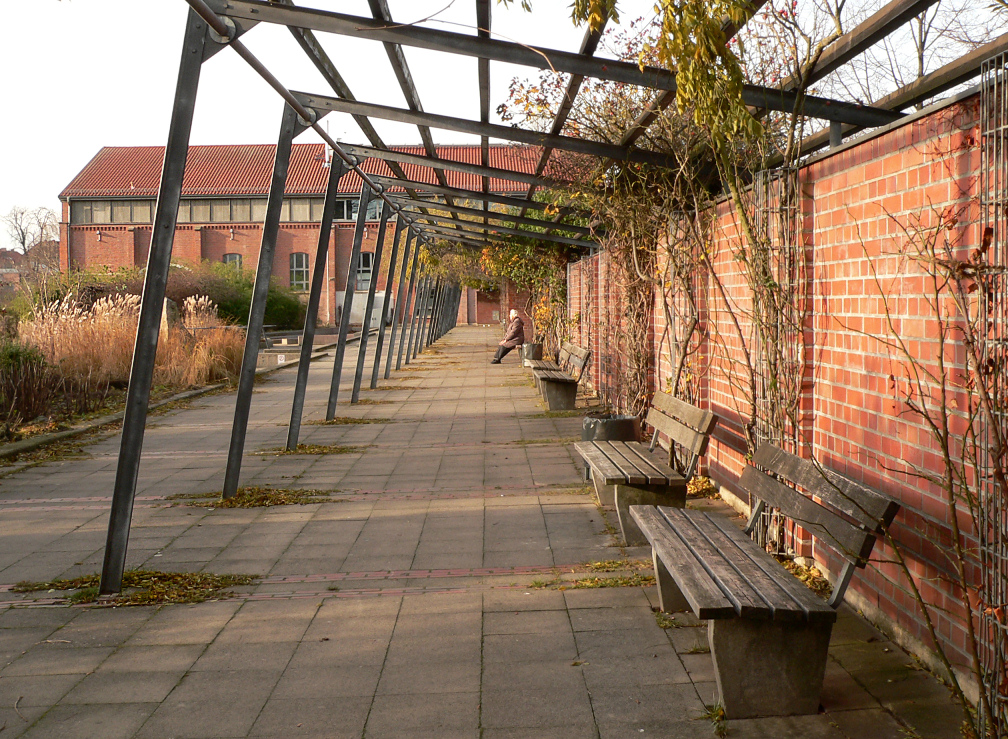
Arcades du parc Vahrenwalder sur le mur extérieur rénové de l'ancienne caserne